# Trichoferus griseus
Trichoferus griseus là một loài bọ cánh cứng trong họ Cerambycidae.